# ГЕС Cháhànwūsū
ГЕС Cháhànwūsū (察汗乌苏水电站) — гідроелектростанція на північному заході Китаю в провінції Сіньцзян. Знаходячись перед ГЕС Liǔshùgōu, входить до складу каскаду на річці Кайду (Хайдик-Гол), яка тече до озера Баграшкьоль (дренується річкою Кончедар'я, котра або впадає ліворуч до Тариму, або тече напряму до безсточного озера Лобнор).
В межах проекту річку перекрили насипною греблею із бетонним облицюванням висотою 110 метрів, довжиною 338 метрів та шириною по основі 400 метрів. Вона утримує водосховище з об’ємом 125 млн м3 (корисний об’єм 72,4 млн м3) та нормальним рівнем поверхні на позначці 1770 метрів НРМ.
Зі сховища через правобережний масив прокладено дериваційний тунель довжиною 3,5 км, який переходить у напірний водовід довжиною 0,35 км. У підсумку ресурс потрапляє до наземного машинного залу, обладнаного трьома турбінами типу Френсіс потужністю по 110 МВт. Вони котрі використовують напір до 150 метрів (номінальний напір 135 метрів) та забезпечують виробництво 1081 млн кВт-год електроенергії на рік.
Видача продукції відбувається по ЛЕП, розрахованій на роботу під напругою 220 кВ.